# Коломб (Манш)
Коломб (фр. Colombe) је насељено место у Француској у региону Доња Нормандија, у департману Манш.
По подацима из 2011. године у општини је живело 624 становника, а густина насељености је износила 43,42 становника/km².

## Демографија
| 1962. | 1968. | 1975. | 1982. | 1990. | 2011. |
| ----- | ----- | ----- | ----- | ----- | ----- |
| 611   | 583   | 569   | 560   | 563   | 624   |